# Elevators (Me & You)
"Elevators (Me & You)" é o primeiro single do segundo álbum da dupla de hip hop OutKast, ATLiens. Ele chegou a 12ª posição da Billboard Hot 100, se tornando o single da dupla com a maior posição na tabela até o lançamento de Ms. Jackson em 2000. O single também chegou ao topo da Hot Rap Tracks. A canção foi lançada mais tarde na compilação Big Boi and Dre Present... OutKast.

## Lista de faixas
CD Single
1. "Elevators (Me & You)" (Clean Version) - 4:35
2. "Elevators (Me & You)" (LP Version) - 4:25
3. "Elevators (Me & You)" (LP Instrumental) - 4:25

Maxi Single
1. "Elevators (Me & You)" (Crazy "C" Trunk Rattlin' Mix) - 4:35
2. "Elevators (Me & You)" (ONP 86 Mix) - 4:35
3. "Elevators (Me & You)" (ONP 86 Instrumental) - 4:36
4. "Elevators (Me & You)" (Album Version) - 4:25
5. "Elevators (Me & You)" (Crazy "C" Trunk Rattlin' Instrumental) - 4:33

12" Vinyl Single
1. "Elevators (Me & You)" (Crazy "C" Trunk Rattlin' Mix) - 4:35
2. "Elevators (Me & You)" (ONP 86 Mix) - 4:35
3. "Elevators (Me & You)" (Acappella) - 4:00
4. "Elevators (Me & You)" (Crazy "C" Trunk Rattlin' Instrumental) - 4:33
5. "Elevators (Me & You)" (ONP 86 Instrumental) - 4:36
6. "Elevators (Me & You)" (Album Version) - 4:25

Cassette Single
1. "Elevators (Me & You)" (Album Version) - 4:25
2. "Elevators (Me & You)" (Album Instrumental) - 4:25

## Posições
| Parada (1996)                                | Melhor posição |
| -------------------------------------------- | -------------- |
| Estados Unidos (Billboard Hot 100)           | 12             |
| Estados Unidos (Billboard R&B/Hip-Hop Songs) | 5              |
| Estados Unidos (Billboard Hot Rap Songs)     | 1              |

| Parada de fim de ano (1996)        | Posição |
| ---------------------------------- | ------- |
| Estados Unidos (Billboard Hot 100) | 59      |